# برایار، تگزاس
برایار (به انگلیسی: Briar) یک منطقهٔ مسکونی در ایالات متحده آمریکا است که در تگزاس واقع شده‌است. برایار ۵۶٫۸ کیلومتر مربع مساحت و ۵٬۶۶۵ نفر جمعیت دارد و ۲۲۷ متر بالاتر از سطح دریا واقع شده‌است.